# Tephrodornis
Tephrodornis là một chi chim trong họ Vangidae.

## Các loài
- Tephrodornis affinis
- Tephrodornis pondicerianus
- Tephrodornis sylvicola
- Tephrodornis virgatus